# Ardington
Ardington – wieś w Anglii, w hrabstwie Oxfordshire, w dystrykcie Vale of White Horse. Leży 20 km na południowy zachód od Oksfordu i 88 km na zachód od Londynu. W 2001 miejscowość liczyła 284 mieszkańców.